# The One That Got Away (píseň, Katy Perry)
„The One That Got Away“ je píseň americké zpěvačky Katy Perry pocházející z jejího třetího studiového alba, Teenage Dream (2010). Píseň napsala Katy spolu s producenty Dr. Lukem a Maxem Martinem. Píseň je pop balada ve středním tempu o ztracené lásce. Nachází se v ní odkazy na rockovou skupiny Radiohead i na vztah Johnnyho Cashe a June Carter Cash. Píseň byla vydána v říjnu 2011 vydavatelstvím Capitol Records jako šestý a poslední singl alba.
| Chart (2011–2012) | Nejvyšší pozice |
| ----------------- | --------------- |
| Austrálie         | 27              |
| Kanada            | 2               |
| Česko             | 47              |
| Francie           | 30              |
| Německo           | 34              |
| Irsko             | 13              |
| Itálie            | 39              |
| Španělsko         | 8               |
| Nový Zéland       | 12              |